# Афродита, Пан и Эрос
Афродита, Пан и Эрос — эллинистическая скульптурная группа около 100 года до н. э. из мрамора с изображением богини Афродиты в окружении богов Пана и Эроса (Эрота).

## История и описание

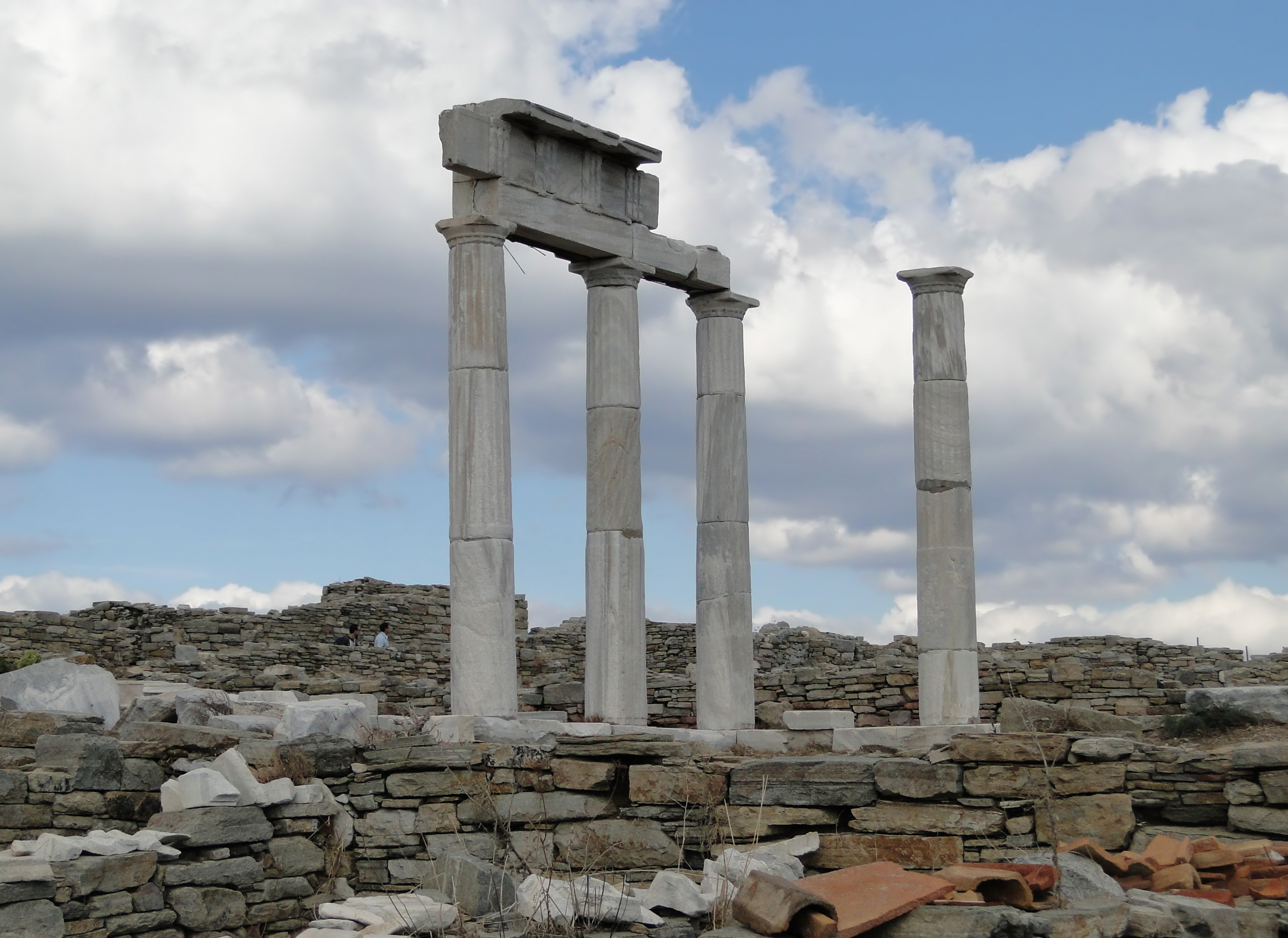
Подворье посейдониастов

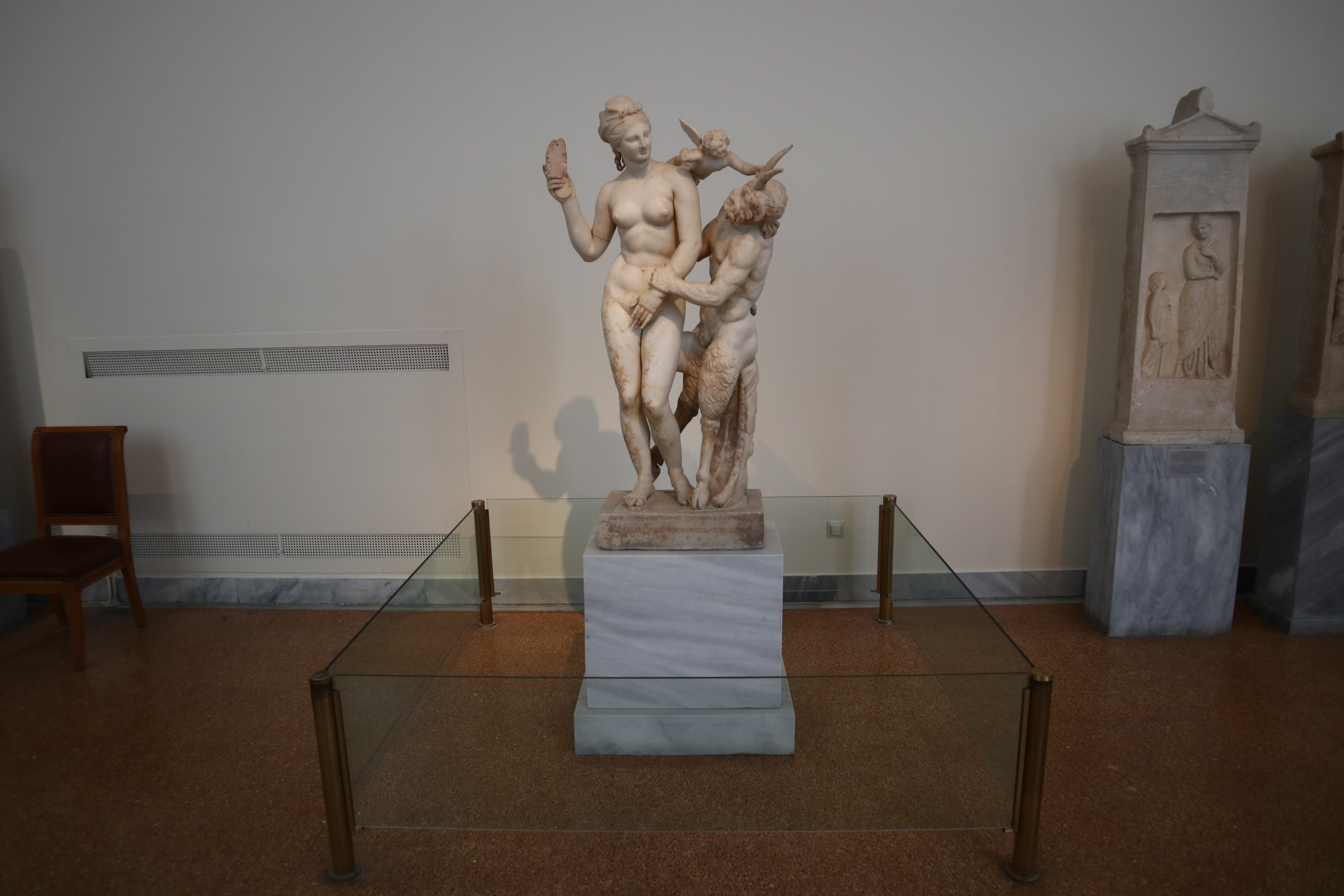
Скульптурная группа в зале музея

Скульптурная группа была обнаружена в 1904 году на Подворье посейдониастов (также дом Посейдонцев Бериттоса, основано до 152 года до н. э.) на острове Дилос. В настоящее время это произведение искусства находится в одном из помещений афинского Национального археологического музея (инвентарный номер 3335 в зале № 30). Установлено на постаменте из серого мрамора и окружено стеклянным ограждением.
Правая рука богини и верхняя часть головы, а также ноги и левая рука Эрота были найдены отломанными и позже присоединены к скульптуре. Отсутствует правая рука Эрота. Правую ногу и рога пана тоже пришлось прикреплять на их место. Три пальца левой руки, а также средний палец правой руки Афродиты были утеряны и заменены гипсовыми. Сохранились прямоугольное основание статуи группы, на котором была обнаружена надпись на греческом языке:

Διονύσιος Ζήνωνος τοῦ Θεοδώρου
Βηρύτιος, εὐεργέτης, ὐπὲρ ἑαυτοῦ
καὶ τῶν τέκνων, θεοῖς πατρίοις

Основной элемент скульптуры — 155-сантиметровая статуя обнаженной греческой богини Афродиты на прочном основании. Предположительно для принятия ванны, она сняла свои сандалии (одна из них в правой руке), а также закрыла волосы на голове, повернутой влево. Женщина опирается на правую ногу, левая нога свободна и слегка согнута. Рядом с богиней любви находится бог природы Пан в традиционном обличье козла с двумя длинными заостренными рогами. Над левым плечом Афродиты парит её безотлучный спутник и помощник — сын Эрот. Опорой для Пана служит дерево, которое также выполняет функцию устойчивости для всей скульптурной группы. Мускулистое тело и выпуклые вены Пана иллюстрируют его животную природу; вероятно, он пытается соблазнить Афродиту, против чего она выступает. Улыбающаяся богиня не проявляет никаких признаков страха, но угрожающе подняла согнутую правую руку с сандалией, как бы угрожая Пану. Крылатый Эрот пытается оттолкнуть соблазнителя. Скульптура противопоставляет героическую наготу, представленную богиней, дикой животной наготе, которую воплощает Пан.

Детали скульптурной группы
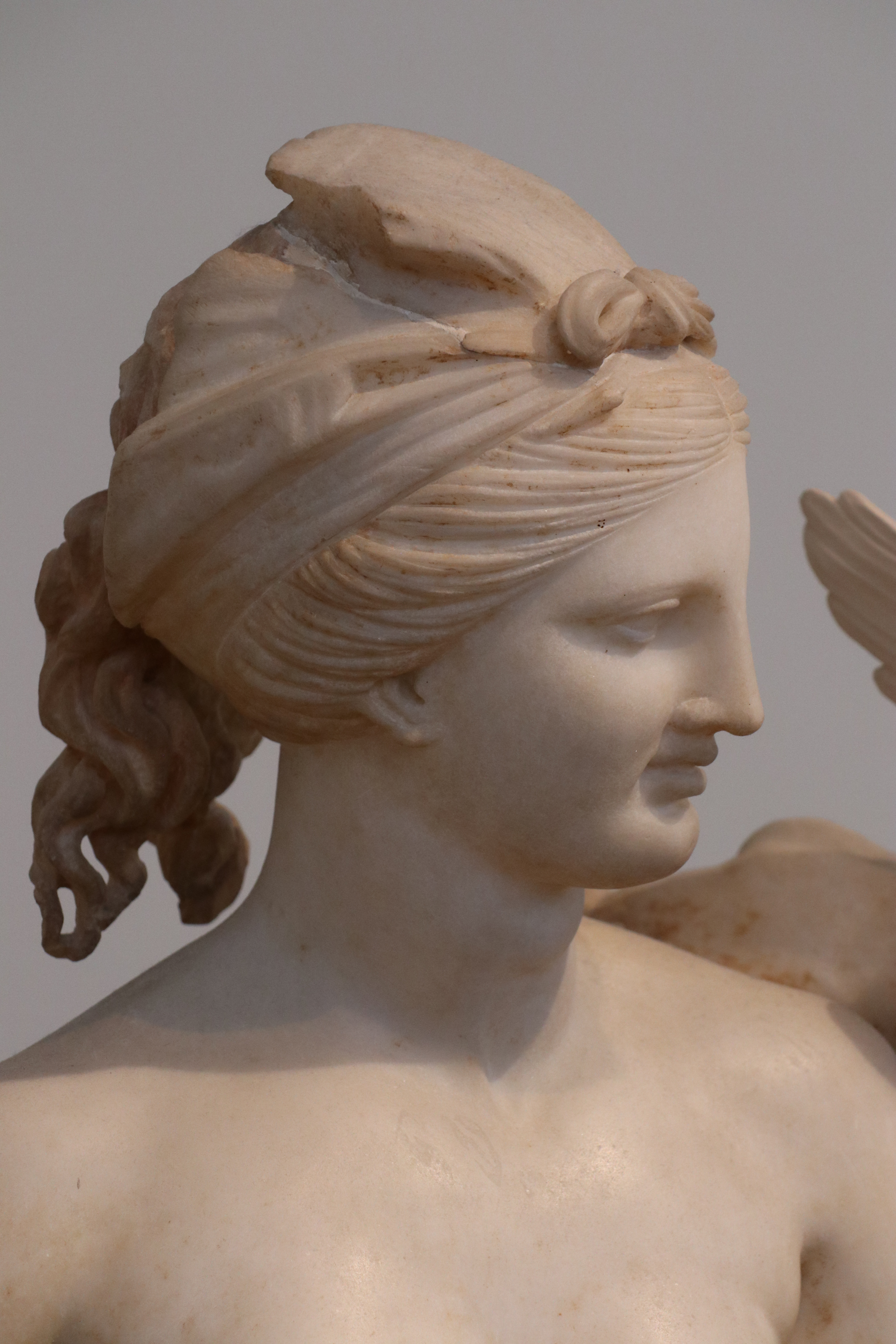
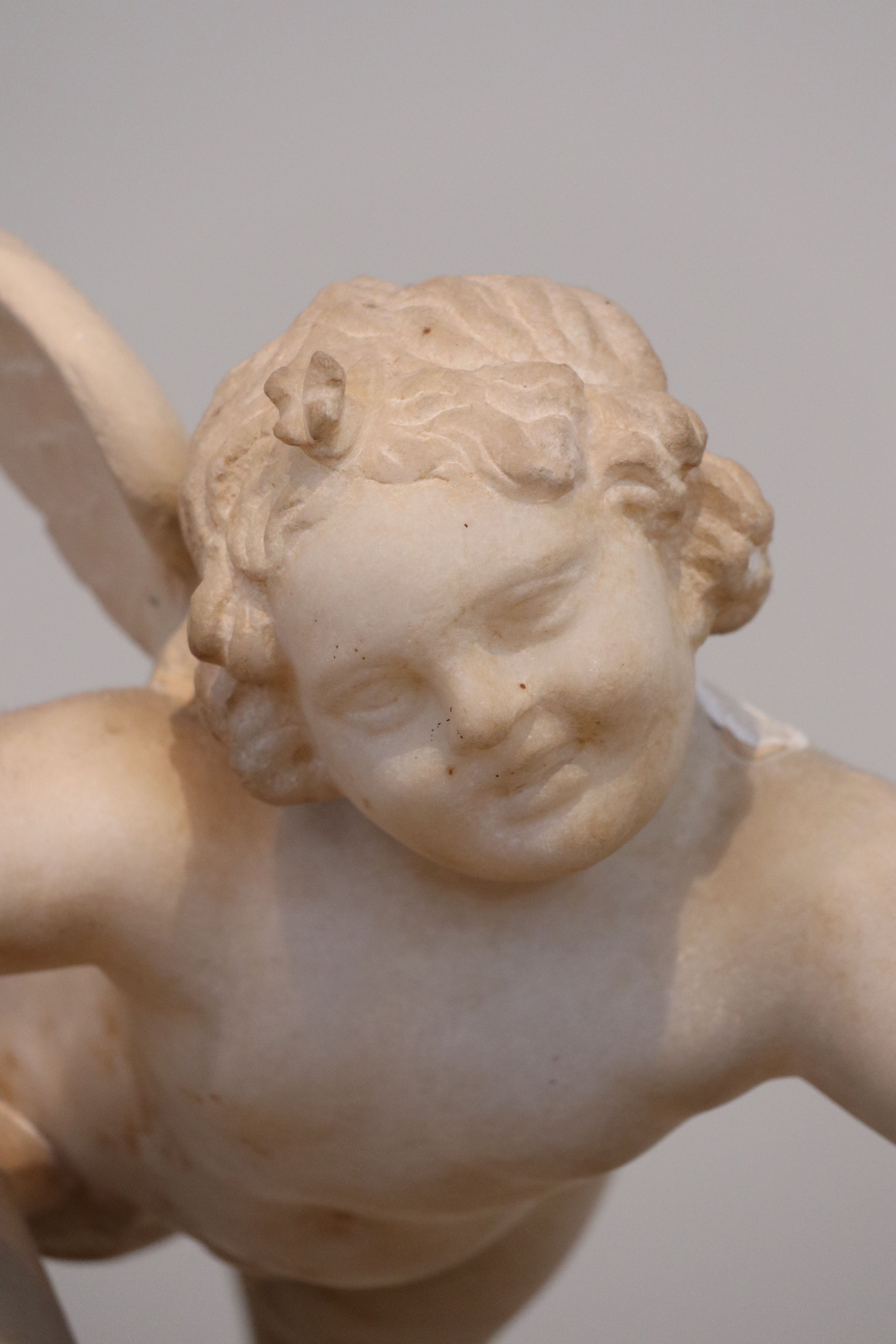
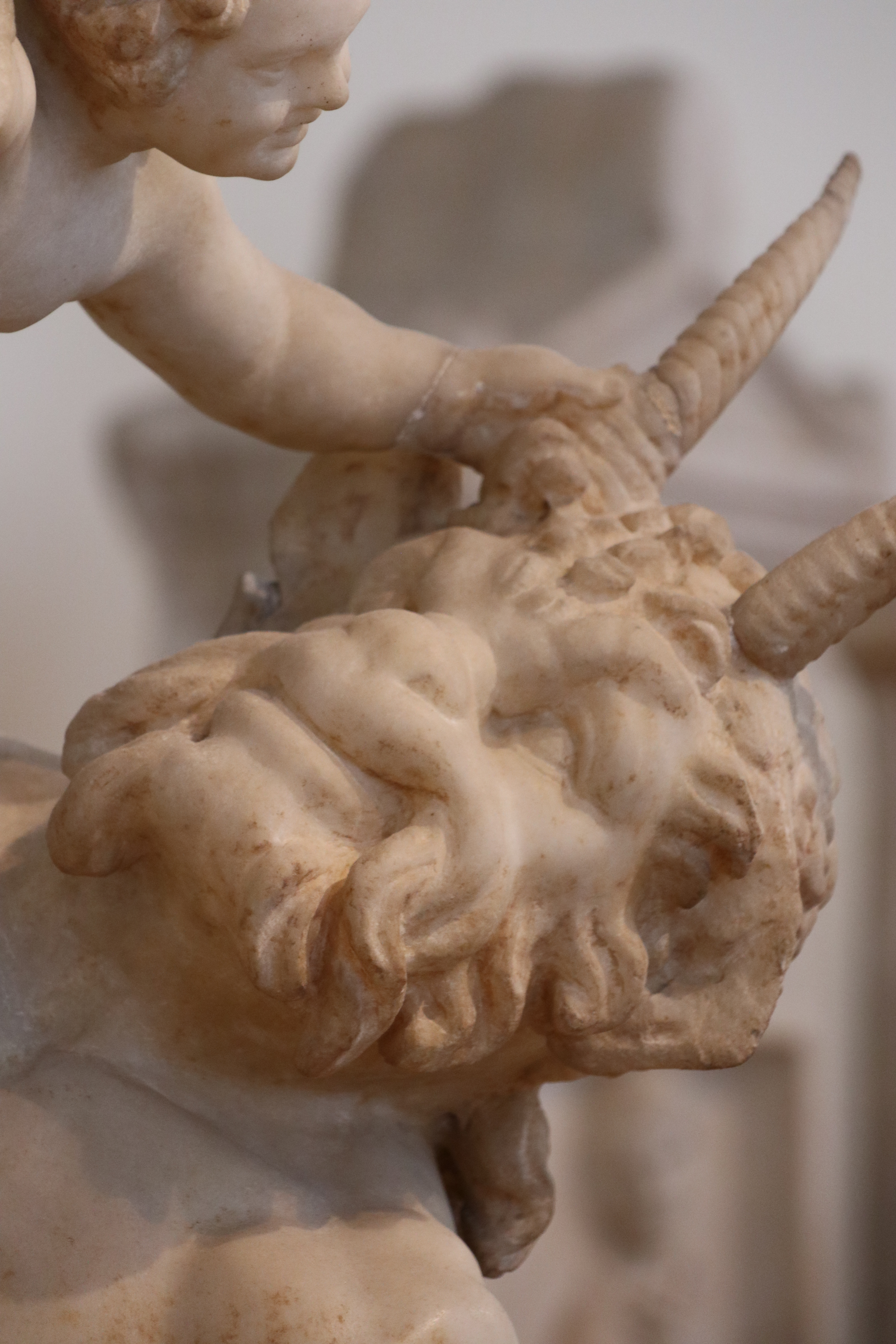